# Batalla del golfo de Vella
La batalla del golfo de Vella fue un enfrentamiento naval entre las armadas de Japón y Estados Unidos en la Guerra del Pacífico, durante la Segunda Guerra Mundial. Tuvo lugar la noche del 6 al 7 de agosto de 1943 en el Golfo de Vella, entre las islas Vella Lavella y Kolombangara, en las Islas Salomón, al suroeste del océano Pacífico. Fue la primera ocasión durante la campaña del Pacífico en que los destructores estadounidenses operaron independientemente, sin la ayuda de cruceros. En el transcurso de la batalla, seis destructores estadounidenses se enfrentaron a cuatro destructores japoneses que transportaban tropas para reforzar las fuerzas japonesas ubicadas en la isla Kolombangara. Los buques de guerra estadounidenses se acercaron de noche a las fuerzas japonesas con la ayuda del radar, sin ser detectados, y dispararon torpedos, hundiendo a tres destructores japoneses sin sufrir ninguna pérdida importante.

## Antecedentes
Después de lograr una victoria en la batalla de Kolombangara el 13 de julio de 1943, los japoneses establecieron una poderosa guarnición formada por 12 400 soldados alrededor del puerto de Vila, en el extremo sur de la isla de Kolombangara, con la finalidad de bloquear los movimientos estadounidenses, que habían tomado Guadalcanal el año anterior. Vila era el puerto principal en Kolombangara, y recibió en varias ocasiones con éxito suministros durante la noche mediante un convoy de aprovisionamiento formado por un grupo de destructores que partía de las bases de Rabaul y Bougainville al que los estadounidenses denominaron "Tokyo Express". Mediante este sistema, los japoneses realizaron tres operaciones de suministro con éxito, los días 19 de julio, 29 de julio y 1 de agosto.
El 1 de agosto, una fuerza de 15 barcos estadounidenses realizaron un ataque fallido para interceptar el convoy japonés, disparando entre 26 y 30 torpedos. Cuatro destructores japoneses respondieron, y en la batalla posterior, la lancha torpedera PT-109 bajo las órdenes del teniente John F. Kennedy, más tarde presidente de los Estados Unidos, fue hundida. El 5 de agosto, los japoneses decidieron enviar un cuarto convoy de transporte a Vila con refuerzos.

## Batalla
La noche del 6 de agosto, la Armada Imperial Japonesa envió una fuerza de cuatro destructores (Hagikaze, Arashi, Kawakaze, Shigure) bajo las órdenes del Capitán Kaju Sugiura con la finalidad de transportar 950 soldados y suministros para reforzar el puerto de Vila.  Dado que el aeródromo japonés en Munda en Nueva Georgia, estaba a punto de ser capturado por los estadounidenses, los comandantes  japoneses esperaban que Vila se convirtiera en el centro de su próxima línea de defensa. El plan operacional japonés utilizó la misma ruta de acceso a través del Golfo de Vella que en las tres exitosas operaciones anteriores, a pesar de  las objeciones del almirante Tameichi Hara, que argumentó que repetir la misma ruta podía conducir a un desastre.
El Grupo de Tareas de la Armada de los Estados Unidos 31.2 (TG 31.2) formado por seis destructores (Dunlap, Craven, Maury, Lang, Sterett y Stack) dirigido por el Comandante Frederick Moosbrugger, había sido alertado de los movimientos del enemigo, por lo que estaba esperando y detectaron por radar a las fuerzas japonesas a las 23:33. 
Moosbrugger dividió sus fuerzas en dos formaciones. La División de destructores 12 bajo el mando del propio Moosbrugger  estaba formada por los buques Dunlap, Craven y Maury. Estas naves mantenían las baterías para torpedos instaladas antes de la guerra y tenían previsto lanzar un ataque sorpresa con torpedos, aprovechando la sombra al radar ofrecida por la isla de Kolambangara. Mientras tanto, la División de Destructores 15, dirigida por Comandante Roger Simpson, estaba formada por los buques Lang, Sterett y Stack. Estas naves habían intercambiado algunos de sus tubos lanzadores de torpedos por cañones de 40 mm adicionales y tenían previsto cubrir la división de Moosburger y realizar un giro para cruzar el rumbo del enemigo. Siguiendo este plan los destructores Dunlap, Craven y Maury esperaron hasta estar a una distancia adecuada del enemigo y dispararon 24 torpedos en un periodo de 63 segundos. Posteriormente se retiraron a gran velocidad aprovechando las vecinas montañas al este para camuflar sus movimientos. Varios torpedos impactaros en el Hagikaze, Arashi y Kawakaze que comenzaron a arder y poco después se hundieron. El Shighure recibió el impacto de un torpedo que no explotó, lanzó nueve torpedos en respuesta al ataque, ninguno de los cuales alcanzó sus objetivos, y escapó ayudado por la oscuridad.
Como consecuencia de la acción 1210 soldados japoneses murieron, alrededor de 300 supervivientes alcanzaron la costa de Vella Lavella y fueron más tarde transferidos a la isla Kolombangara. Las fuerzas norteamericanas no tuvieron bajas y ninguno de sus barcos resultó dañado.